# Emil von Förster
Emil von Förster (ur. 18 października 1838 w Wiedniu, zm. 14 lutego 1909 tamże) – austriacki architekt, budowniczy Ringtheater i Palais Dorotheum w Wiedniu oraz Teatru Polskiego w Bielsku-Białej. Uczestniczył w konkursie na projekt teatru w Krakowie. Był synem architekta Ludwiga Förstera i bratem Heinricha von Förstera, a siostra Sophie poślubiła architekta Theophila von Hansena. Zmarł w zaprojektowanym przez siebie Palais Angerer.